# NStB Sedletz - Hohenmauth
Az NStB Sedletz - Hohenmauth az osztrák-magyar k.k. Nördlichen Staatsbahn (NStB) első gőzmozdonyai voltak.
A hét mozdonyt a Bécsújhelyi Mozdonygyár 1842-ben építette. Ezek a mozdonyok voltak a bécsújhelyi gyár első mozdonyai melyek kazánjait azonban a Sessler Wasúti műhely készítette Krieglachban. A vas és fémöntvények külföldi műhelyekben készültek, a réz fűtőcsövek pedig bécsújhelyi rézműves műhelyben.
A bécsújhelyi gyár a 4000 mozdony elkészülte alkalmából kiadott emléklapon elismeri, hugy "ilyen kis segédanyaggal ezekkel a gépekkel nem lehetett átütő sikert elérni.
Az NStB SEDLETZ, FLORENZ, PLASS, CAROLINENTHAL, HOHENSTADT és  HOHENMAUTH neveket adott a mozdonyoknak és 1-6 számokat.
A 2A mozdonyokat a philadelphiai William Norris mintája után készítették
1855-ben az osztrák-magyar tulajdonú magánvasút-társaság, a StEG, megvásárolta az NStB-t és a mozdonyok új - 2-7 - pályaszámokat kaptak.
1873-ban selejtezték őket.

## Fordítás
- Ez a szócikk részben vagy egészben  a   NStB – Sedletz bis Hohenmauth című német Wikipédia-szócikk fordításán alapul.  Az eredeti cikk szerkesztőit annak laptörténete sorolja fel. Ez a jelzés csupán a megfogalmazás eredetét és a szerzői jogokat jelzi, nem szolgál a cikkben szereplő információk forrásmegjelöléseként. Az eredeti szócikk forrásai szintén ott találhatóak.